# Australian Open 2015 – čtyřhra kvadruplegiků
Obhájcem titulu ve čtyřhře vozíčkářů na australském Australian Open 2015 byl pár David Wagner a Andrew Lapthorne, jenž opět triumfoval.
Soutěž vyhrála nejvýše nasazená britsko-americká dvojice Andrew Lapthorne a David Wagner, jejíž členové ve finále zdolali australsko-jihoafrický pár Dylan Alcott a Lucas Sithole po třísetovém průběhu 6–0, 3–6 a 6–2.

## Nasazení párů
1. Andrew Lapthorne /  David Wagner (vítězové)
2. Dylan Alcott /  Lucas Sithole (finále)

## Pavouk
| Legenda                                                       |                                                                        |                                                   |
| - Q – kvalifikant - WC – divoká karta - LL – šťastný poražený | - Alt – náhradník - SE – zvláštní výjimka - PR/SR – žebříčková ochrana | - w/o – bez boje - r – skreč - d – diskvalifikace |

### Finále
| Finále |                               |   |   |   |
|        |                               |   |   |   |
|        |                               |   |   |   |
| 1      | Andrew Lapthorne David Wagner | 6 | 3 | 6 |
| 2      | Dylan Alcott Lucas Sithole    | 0 | 6 | 2 |